# École polyvalente Saint-Jérôme
L’École polyvalente Saint-Jérôme (EPSJ) est un établissement d'enseignement secondaire public  situé à Saint-Jérôme, au Québec. Elle est chapeautée par le Centre de services scolaire de la Rivière-du-Nord.
Fondée en 1963 sous le nom d'École secondaire Mère-Marie-Anne,, elle est agrandie et rebaptisée l'École polyvalente Saint-Jérôme en 1969. Aujourd'hui, l'établissement réunit plus de 3 200 élèves ainsi qu'environ 310 membres du personnel. Il offre, entre autres, le programme du Baccalauréat international ainsi que le programme sport-études. Ses équipes sportives et artistiques portent le nom des « Géants ».   
L'École polyvalente Saint-Jérôme fait partie des Établissements verts Brundtland. Elle abrite aussi la salle de spectacle André-Prévost.